# Mo Ji-soo
Mo Ji-soo (Koreaans: 모지수) (Seoel, 3 juni 1969) is een Zuid-Koreaans shorttracker.
Tijdens de Olympische Winterspelen 1992 won Mo de gouden medaille in de relay.

## Resultaten

### Olympische Winterspelen
| Jaar | Plaats      | Resultaten |
| ---- | ----------- | ---------- |
| 1992 | Albertville | relay      |

### Wereldkampioenschappen
| Jaar | Plaats   | Resultaten  |
| ---- | -------- | ----------- |
| 1991 | Sydney   | individueel |
| 1992 | Denver   | individueel |
| 1992 | Nobeyama | team        |

1992: Kim, Lee, Mo, Song ·
1994: Carnino, Fagone, Herrnhof, Vuillermin ·
1998: Bédard, Campbell, Drolet, Gagnon ·
2002: Bédard, Gagnon, Guilmette, Tremblay, Turcotte ·
2006: Ahn, Lee, Seo, Song ·
2010: Bastille, Ch. Hamelin, F. Hamelin, Jean, Tremblay ·
2014: An, Grigorev, Jelistratov, Zacharov ·
2018: S. Liu, S.S. Liu, Knoch, Burján ·
2022: Ch. Hamelin, Dubois, Pierre-Gilles, Dion
- Virtual International Authority File: 257156565712723500008